# Dank Mihály Agáb
Dank Mihály Agáb (Kőszeg, 1810. szeptember 13. – Róma, 1870. május 8.) ferences rendi rendtartományi főnök, az egész rend generalis definitora.

## Élete
Misés pappá szenteltetett 1827. szeptember 29-én. Előbb Kismartonban, azután Székesfehérvárott és 1834-től Pesten volt hitszónok; 1848-ban a rendnek és a missióknak főnöksége ruháztatott reá. Ő volt az, aki nemzeti vértanúnk, gróf Batthyány Lajosnak holt tetemét 1849-ben a zárda kriptájában elrejtette. 1853-tól társaival missziós körútra kelt Magyarországon és magyarul szónokolt Soltvadkerten, Nagyfödémesen, 1854-ben Komáromban, Szőgyénben és Esztergomban, 1855-ben Pécsett, Perbetén és Győrben, 1856-ban Somorján, Gután, Makón és Dunaföldváron, 1858-ban Kemencén, 1859-ben Kéménden, 1860-ban Oslin, Heves vármegyében, végül 1861-ben Rimócon; németül szónokolt 1855-ben Győrben, Esztergomban és Bazinban. 1862. június 7-én Rómában jelen volt a rend nagygyűlésén és 1867-ben a stefaniták apostoli vizitátora lett. 1869-ben IX. Piusz pápa kinevezte fődefinitornak, akinek székhelye Róma. Ámbár mellére igen gyöngélkedett, útrakelt. November 11-én megromlott egészségi állapotban érkezett meg. Szenvedését az olaszországi Aracoeli rendház fűtetlen cellája csak fokozta. Egyházi beszédei, melyeknek címeit Farkas fölsorolja, kéziratban maradtak.